# Ulmus davidiana
Ulmus davidiana är en almväxtart som beskrevs av Jules Émile Planchon. Ulmus davidiana ingår i släktet almar, och familjen almväxter. Utöver nominatformen finns också underarten U. d. japonica.
Trädet förekommer i centrala och nordöstra Kina, på Koreahalvön, i Japan, i Mongoliet och i angränsande regioner av Ryssland. Det ingår vanligen i skogar. För beståndet är inga hot kända. IUCN listar arten som livskraftig (LC).

## Bildgalleri

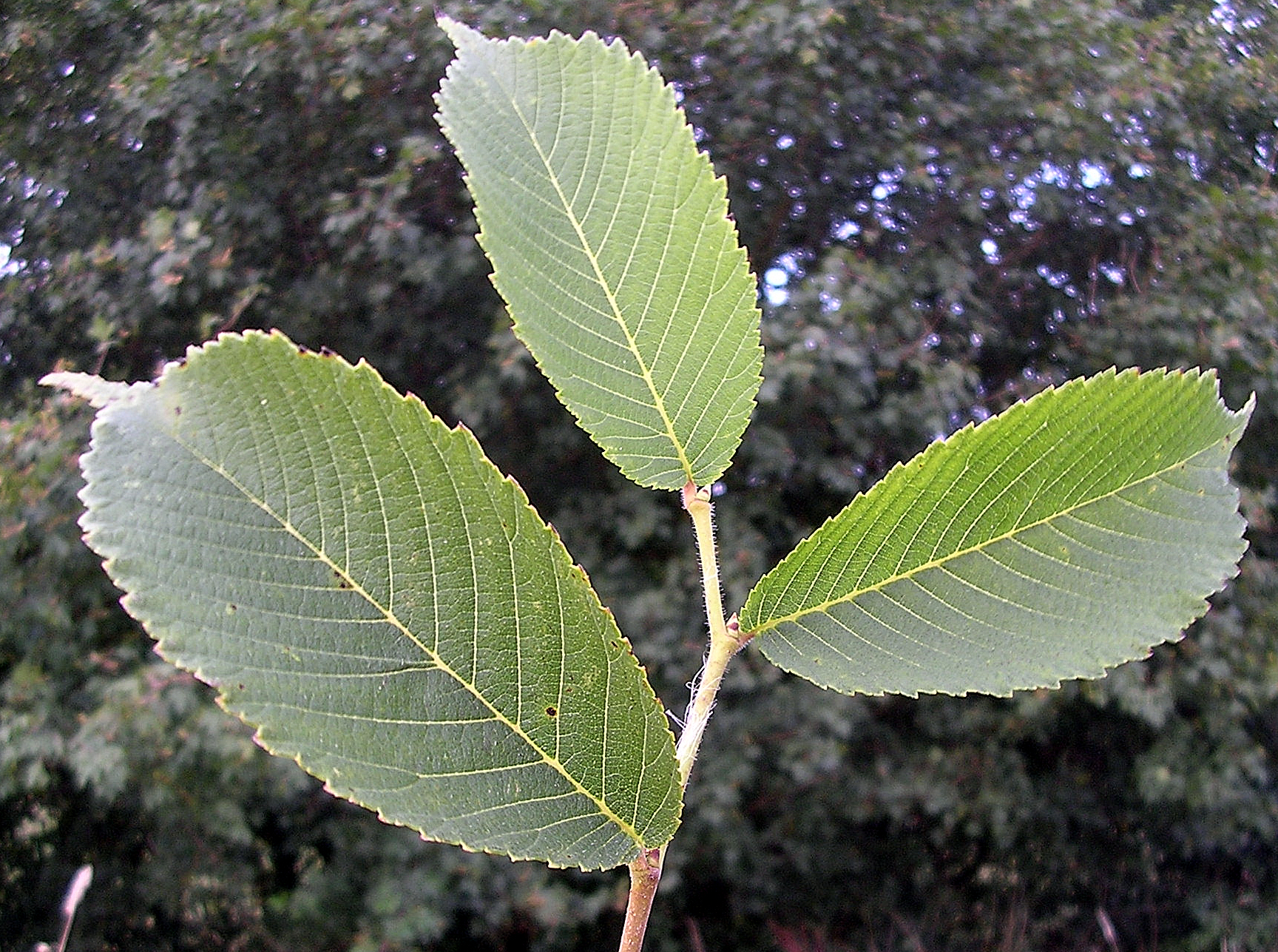
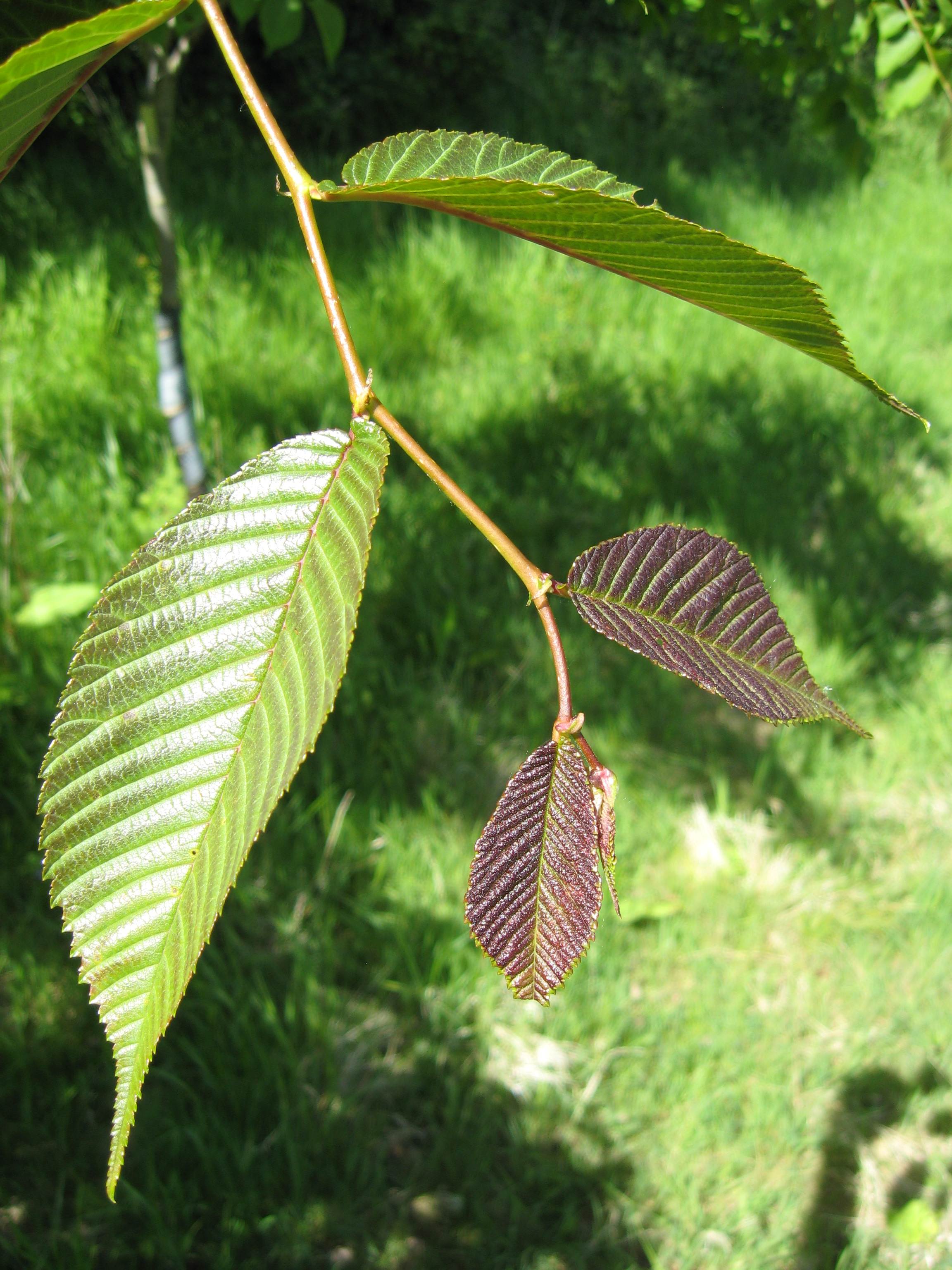
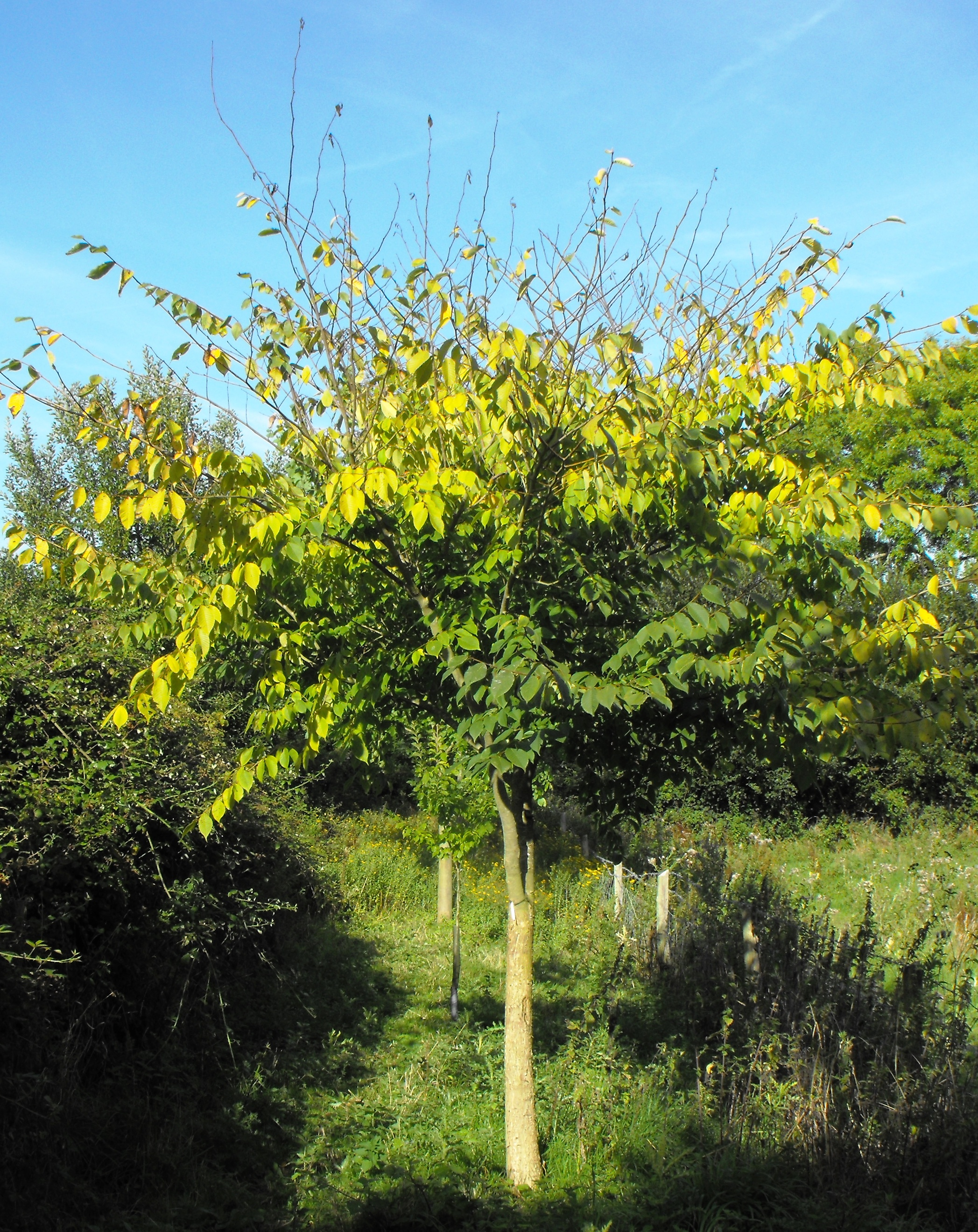